# تکیرداغ

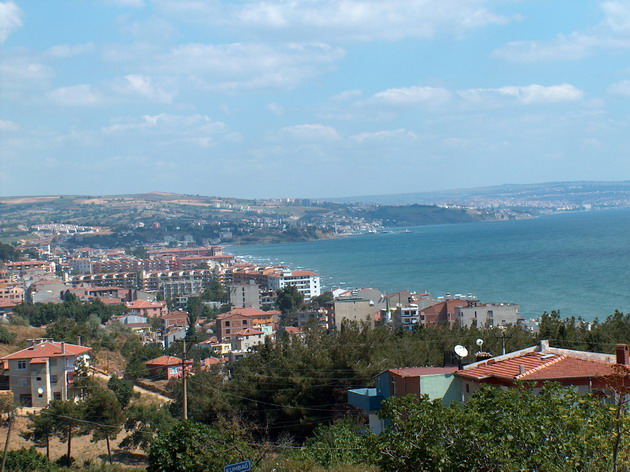
شهری در کشور ترکیه در استان تکیرداغ

تکیرداغ (به ترکی استانبولی: Tekirdağ) شهری است در کشور ترکیه که در استان تکیرداغ واقع شده‌است. جمعیت این شهر بر اساس سرشماری سال ۲۰۰۸ میلادی ۱۳۷٬۹۶۲ نفر و بر اساس برآوردهای سال ۲۰۰۹ میلادی ۱۴۲٬۶۰۲ نفر می‌باشد.